# ランス・カーター
ランス・デイヴィッド・カーター（Lance David Carter , 1974年12月18日 - ）は、アメリカ合衆国フロリダ州出身の元プロ野球選手（投手）。

## 経歴
1994年のMLBドラフト21巡目でカンザスシティ・ロイヤルズに入団。1999年9月15日、メジャーデビュー。
2002年にタンパベイ・デビルレイズに移籍し、2003年には62試合に登板し7勝26セーブの成績を挙げ、オールスターにも出場した。
2006年、ロサンゼルス・ドジャースに移籍。
2007年、ドジャースと業務提携しているオリックス・バファローズに入団。抑え投手の候補として期待されていた。シーズン当初は抑えを務めていたが、球威不足からリリーフ失敗を重ね、結局前年度のクローザーだった加藤大輔にその座を譲る。その後、投手陣再編で先発に転向し、5月22日の広島戦で初先発初勝利を飾った。
しかし先発でも白星が伸びず、9月10日に登録抹消。そのまま1軍に昇格することなく、9月16日に球団から戦力外通告を受けた。
オフになり、トロント・ブルージェイズとキャンプ招待選手としてマイナー契約を結んだが、故障のため出場することができず、現役を引退した。
現役引退後は、2010年から2011年までフィラデルフィア・フィリーズ傘下ショートシーズンA級ウィリアムズポート・クロスカッターズのコーチを務め、2014年からはサウスフロリダ大学でアシスタントコーチを務めた。
2015年からはボストン・レッドソックス傘下の球団で投手コーチを歴任しており、2015年からはショートシーズンA級ローウェル・スピナーズ、2018年からはA+級セイラム・レッドソックス、2021年からはAA級ポートランド・シードッグスの投手コーチを務めている。

## プレースタイル・人物
外国人投手の中ではやや珍しく、高い制球力と変化球の多さを得意としている。ストレートは球速140km/h前後に留まるが、四球が少なく、変化球はカーブ・チェンジアップなど7種類あると言われる。また、ランナーを背負うと打ち込まれて失点するケースが目立った。

## 詳細情報

### 年度別投手成績
| 年 度    | 球 団      | 登 板 | 先 発 | 完 投 | 完 封 | 無 四 球 | 勝 利 | 敗 戦 | セ 丨 ブ | ホ 丨 ル ド | 勝 率 | 打 者 | 投 球 回 | 被 安 打 | 被 本 塁 打 | 与 四 球 | 敬 遠 | 与 死 球 | 奪 三 振 | 暴 投 | ボ 丨 ク | 失 点 | 自 責 点 | 防 御 率 | W H I P |
| -------- | ---------- | ----- | ----- | ----- | ----- | -------- | ----- | ----- | -------- | ----------- | ----- | ----- | -------- | -------- | ----------- | -------- | ----- | -------- | -------- | ----- | -------- | ----- | -------- | -------- | ------- |
| 1999     | KC         | 6     | 0     | 0     | 0     | 0        | 0     | 1     | 0        | 0           | .000  | 21    | 5.1      | 3        | 2           | 3        | 0     | 0        | 3        | 0     | 0        | 3     | 3        | 5.06     | 1.13    |
| 2002     | TB         | 8     | 0     | 0     | 0     | 0        | 2     | 0     | 2        | 0           | 1.000 | 79    | 20.1     | 15       | 2           | 5        | 1     | 0        | 14       | 0     | 0        | 3     | 3        | 1.33     | 0.98    |
| 2003     | TB         | 62    | 0     | 0     | 0     | 0        | 7     | 5     | 26       | 2           | .583  | 328   | 79.0     | 72       | 12          | 19       | 6     | 4        | 47       | 0     | 0        | 39    | 38       | 4.33     | 1.15    |
| 2004     | TB         | 56    | 0     | 0     | 0     | 0        | 3     | 3     | 0        | 7           | .500  | 336   | 80.1     | 77       | 12          | 23       | 2     | 1        | 36       | 1     | 0        | 32    | 31       | 3.47     | 1.24    |
| 2005     | TB         | 39    | 0     | 0     | 0     | 0        | 1     | 2     | 1        | 5           | .333  | 239   | 57.0     | 61       | 9           | 15       | 1     | 1        | 22       | 0     | 0        | 31    | 31       | 4.89     | 1.33    |
| 2006     | LAD        | 10    | 0     | 0     | 0     | 0        | 0     | 1     | 0        | 0           | .000  | 59    | 11.2     | 17       | 1           | 8        | 0     | 0        | 5        | 2     | 0        | 11    | 11       | 8.49     | 2.14    |
| 2007     | オリックス | 34    | 11    | 0     | 0     | 0        | 3     | 5     | 6        | 2           | .375  | 380   | 86.1     | 102      | 14          | 22       | 0     | 3        | 50       | 1     | 1        | 47    | 43       | 4.48     | 1.44    |
| MLB：6年 | MLB：6年   | 181   | 0     | 0     | 0     | 0        | 13    | 12    | 29       | 14          | .520  | 1062  | 253.2    | 245      | 38          | 73       | 10    | 6        | 127      | 3     | 0        | 119   | 117      | 4.15     | 1.25    |
| NPB：1年 | NPB：1年   | 34    | 11    | 0     | 0     | 0        | 3     | 5     | 6        | 2           | .375  | 380   | 86.1     | 102      | 14          | 22       | 0     | 3        | 50       | 1     | 1        | 47    | 43       | 4.48     | 1.44    |

### 記録
MLB
- MLBオールスターゲーム選出：1回（2003年）

NPB
- 初登板：2007年3月24日、対福岡ソフトバンクホークス1回戦（福岡Yahoo! JAPANドーム）、9回裏に4番手で救援登板・完了、1回1失点
- 初奪三振：同上、9回裏に城所龍磨から
- 初セーブ：2007年3月27日、対北海道日本ハムファイターズ1回戦（京セラドーム大阪）、9回表に4番手で救援登板・完了、1回無失点
- 初ホールド：2007年4月15日、対福岡ソフトバンクホークス5回戦（スカイマークスタジアム）、10回表に4番手で救援登板、2回無失点
- 初先発登板・初勝利・初先発勝利：2007年5月22日、対広島東洋カープ1回戦（京セラドーム大阪）、6回無失点

### 背番号
- 53 （1999年）
- 38 （2002年 - 2005年）
- 36 （2006年）
- 32 （2007年）